# Val-de-Saâne
Val-de-Saâne è un comune francese di 1 432 abitanti situato nel dipartimento della Senna Marittima nella regione della Normandia.

## Società

### Evoluzione demografica
Abitanti censiti